# (a, b)-felbontás
A matematika, azon belül a gráfelmélet területén egy irányítatlan gráf (a, b)-felbontása vagy (a, b)-dekompozíciója a gráf éleinek a + 1 halmazra való felbontása oly módon, hogy közülük a darab egy-egy erdőt feszít ki, a maradék pedig egy b maximális fokszámú gráfot. Ha a maradék gráf is erdő, F(a, b)-felbontásról beszélünk.
Egy a arboricitású gráf (a, 0)-felbontható. Minden (a, 0)-felbontásra, illetve (a, 1)-felbontásra igaz, hogy egyben F(a, 0)-felbontás, illetve F(a, 1)-felbontás.

## Gráfosztályok
- Minden síkbarajzolható gráf F(2, 4)-felbontható.[1]
- Minden {\displaystyle G} síkbarajzolható gráf, melynek girthparamétere legalább {\displaystyle g}:
  - F(2, 0)-felbontható, ha {\displaystyle g\geq 4}.[2]
  - (1, 4)-felbontható, ha {\displaystyle g\geq 5}.[3]
  - F(1, 2)-felbontható, ha {\displaystyle g\geq 6}.[4]
  - F(1, 1)-felbontható, ha {\displaystyle g\geq 8},[5] vagy ha {\displaystyle G} minden köre vagy háromszög, vagy legalább 8 élből áll, melyek nem tartoznak háromszöghöz.[6]
  - (1, 5)-felbontható, ha {\displaystyle G} nem rendelkezik 4 hosszúságú körrel.[7]
- Minden külsíkgráf F(2, 0)-felbontható[2] és (1, 3)-felbontható.[8]

## Fordítás
- Ez a szócikk részben vagy egészben az (a, b)-decomposition című angol Wikipédia-szócikk ezen változatának fordításán alapul.  Az eredeti cikk szerkesztőit annak laptörténete sorolja fel. Ez a jelzés csupán a megfogalmazás eredetét és a szerzői jogokat jelzi, nem szolgál a cikkben szereplő információk forrásmegjelöléseként.